# Sulin (Słowacja)
Sulin (słow. Sulín, węg. Szulin) – wieś (obec) na Słowacji w kraju preszowskim, powiecie Lubowla. Powstała w 1960 roku z połączenia wsi Malý Sulín (pierwsza pisemna wzmianka w 1600 roku), Veľký Sulín (wzmiankowana już w 1306 roku) oraz osady Závodie.